# BioPerl
BioPerl é uma coleção de módulos Perl que facilitam o desenvolvimentode scripts Perl para aplcações de bioinformática. Ele desempenhou um papel integral no Projeto Genoma Humano. O projeto fornece kits de ferramentas com múltiplas funções que tornam mais fácil a criação de análises ou pipelines customizados.
É um projeto de software ativo de código aberto apoiado pela Open Bioinformatics Foundation.
Sua história pode ser traçada desde uma lista de discussão em setembro 1996 discussion. A primeira versão estável foi lançada em 11 de Junho de 2002; a versão estável mais recente (em termos de API) é a release 1.6.1 de outubro de 2009. Há também versões de desenvolvedores produzidas periodicamente. A versão 1.6.0 é considerada a mais estável versão (em termos de bugs) de BioPerl e é recomendada para uso diário, mas a versão "nightly builds"  também é extremamente estável, e muitos usuários BioPerl ficam atualmente com esta.
A fim de tirar vantagem do BioPerl, o usuário precisa de um entendimento básico da linguagem de programação Perl, incluindo uma compreensão de como usar referências Perl, módulos, objetos e métodos.

## Características
BioPerl fornece módulos de software para muitas das tarefas típicas da programação para bioinformática. Estes incluem:
- Acessar dados de sequências de nucleótideos e peptídeos a partir de bases de dados locais e remotas.
- Transformar formatos de banco de dados/arquivo de registros
- Manipulatar sequências individuais
- Buscar por sequências similares
- Criar e manipular alinhamentos de seqüências
- Procurar por genes e outras estruturas no ADN genômico
- Desenvolvimento de máquina de seqüências de anotação de genoma legíveis

## Uso
Além de ser usado diretamente pelos usuários finais, BioPerl também fornece a base para uma ampla variedade de ferramentas de bioinformática, incluindo entre outras:
- SynBrowse[5]
- GeneComber[6]
- TFBS[7]
- MIMOX[8]
- BioParser[9]
- Desenho de primers degenerados[10]
- Consultando as bases de dados públicas[11]
- Tabela comparativa atual[12]

Novas ferramentas e algoritmos de desenvolvedores externos são frequentemente integrados diretamente ao próprio BioPerl:
- Lidando com árvores filogenéticas e taxa aninhadas[13]
- FPC Web tools[14]